# Abraham de Moivre
Abraham de Moivre (n. 26 mai 1667, Vitry-le-François, Champagne-Ardenne, Franța – d. 27 noiembrie 1754, Londra, Regatul Marii Britanii) a fost un matematician francez, cunoscut pentru „formula lui Moivre”, care stabilește o legătură între numerele complexe și trigonometrie, și pentru studiile sale privind distribuția normală și în domeniul teoriei probabilităților.